# 碼頭區輕便鐵路
碼頭區輕便鐵路（或音譯作道克蘭輕軌，縮寫DLR）是位於英國首都倫敦的中運量鐵路系統。該系統於1987年通車，服務當時正處於重行發展階段，位處倫敦東部的碼頭區（Docklands）。該系統在2019/20財年的載客量達1.168億人次。
碼頭區輕鐵由市營的倫敦交通局（TfL）旗下之碼頭區輕便鐵路有限公司（Docklands Light Railway Ltd.）擁有，並由該公司批出服務專營權予私人營辦商承辦。該系統與同屬交通局旗下的倫敦地鐵有各自的路軌及列車，但兩者共用同一票務系統，碼頭區輕鐵的路綫及車站亦在倫敦地鐵路線圖上顯示。

## 歷史

### 興建緣起
隨著國際航運業貨櫃化，倫敦東部亦即現時稱為「碼頭區」（Docklands）一帶的各個碼頭於1960年代初起逐漸衰落。位於倫敦以東雅息士郡的迪百里貨櫃碼頭投入服務後，更令碼頭區的碼頭變得冗餘，因此後者於1980年遭英國政府接管。
另一方面，規劃作跨城地鐵綫的倫敦地鐵銀禧綫首段（史丹摩至查令十字）在1979年落成通車。該綫東段原定深入倫敦東南部，雖然當局已在盧德門圓環及路維森一帶預留用地興建銀禧綫第二期，而市中心景隆街的部份建築物亦已作改動以配合上述工程，惟工程成本飛漲，加上碼頭區一帶當時尚未作大規模發展，交通需求極低，因此當局在1980年代初宣佈銀禧綫第二期工程無限期擱置。
有鑑於碼頭區日益蕭條，英國環境部於1981年設立倫敦碼頭區發展公司（LDDC，1981年至1998年間運作），以促進該區的再開發。該公司曾考慮數項方案應付區內外的交通需求，最終落實將碼頭停用後留下的船塢鐵路改裝成輕鐵系統，連接碼頭區及倫敦塔、斯特拉特福德兩地。
輕鐵早期系統的建造合約於1984年批予由英國通用電氣公司與茂林建築（Mowlem）合組的聯營公司，翌年開始施工造價7,700萬英鎊，最終於1987年7月30日由英女皇伊利沙伯二世揭幕，同年8月31日正式通車，開始提供載客服務。

### 早期系統（1987－1990）

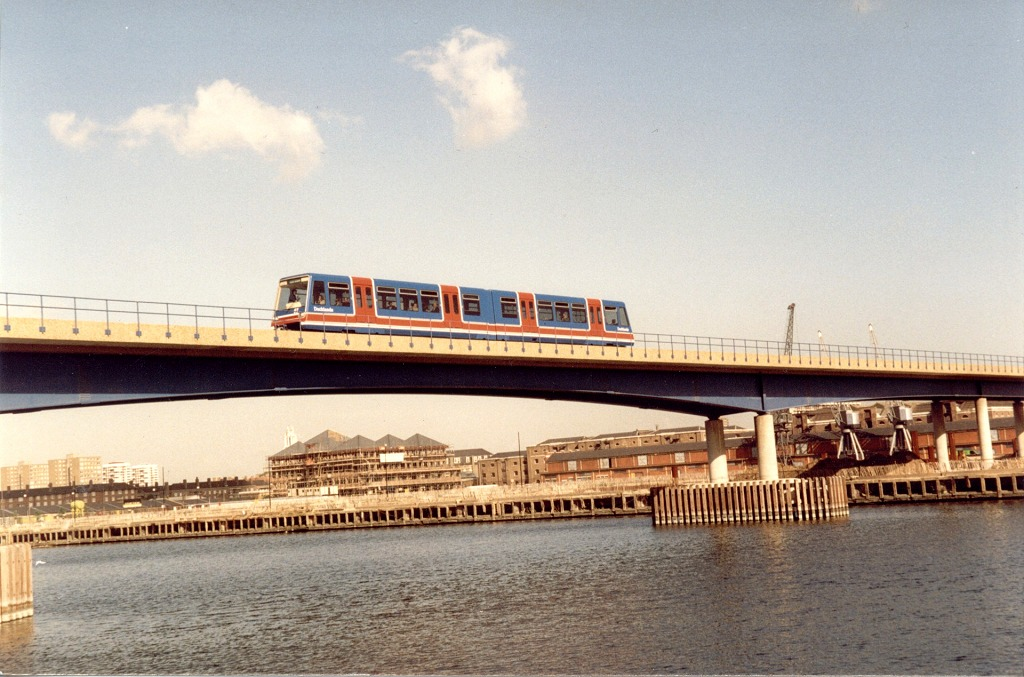
第一代輕鐵列車駛過跨越西印度船塢的大橋（1987年9月）

早期系統設三條分支，全長約13公里，並設15各車站，其上有兩條行車綫運作，分別由塔門廊站及斯特拉特福德站出發前往島園站，當中路段大多屬架空軌道，部份更是重新起用已廢棄的舊鐵路橋而來。
通車時輕鐵系統人手極為精簡，其時列車已採用全自動運作，所有列車皆由電腦控制，毋須人手操作，車上只設一名客運助理（Passenger Service Agent）負責巡邏列車、查票、報站等工作；由於當時所有車站皆為地面或架空車站，且採用開放式收費系統，故毋須設置站務員，後來地底車站陸續落成，方因安全理由而安排人手管理。

### 首度延伸（1991－1994）
碼頭區一帶在輕鐵首段通車後的數年間經歷急速發展，令輕鐵客量不斷上升，遠勝預期，惟原有系統的運載能力根本無法應付日益上揚的需求。此外，輕鐵與倫敦市中心及地鐵綫的接駁亦未如人意，當時唯一位於市中心的車站塔門廊站並未直接接駁鄰近的交通樞紐塔山地鐵站及國鐵芬卓奇街車站，亦遭輿論砲轟。其實早在輕鐵通車前，當局已提出將輕鐵分別向東、西兩端伸延，西達銀行站與多條地鐵路綫交會，東面則服務柏敦地區，但由於通車前低估需求而未有隨其他路段建造。最後當局決定先將輕鐵系統以隧道形式伸延至銀行站，直達倫敦市中心核心，於1991年落成。與此同時，各列車亦改為兩卡編成，而各站月台亦因此遭到延長。但原有的列車不適宜在地底路段使用，因此不久後便須退役，轉售他方。
為促進碼頭區東部之發展，當局其後落實修建第四條支綫，由白楊站向東經景寧鎮伸延至柏敦，在1994年通車。當時該支綫沿途地區發展仍然稀疏，因此通車之時輿論一度認為使用量將會偏低

### 南延工程（1996－1999）

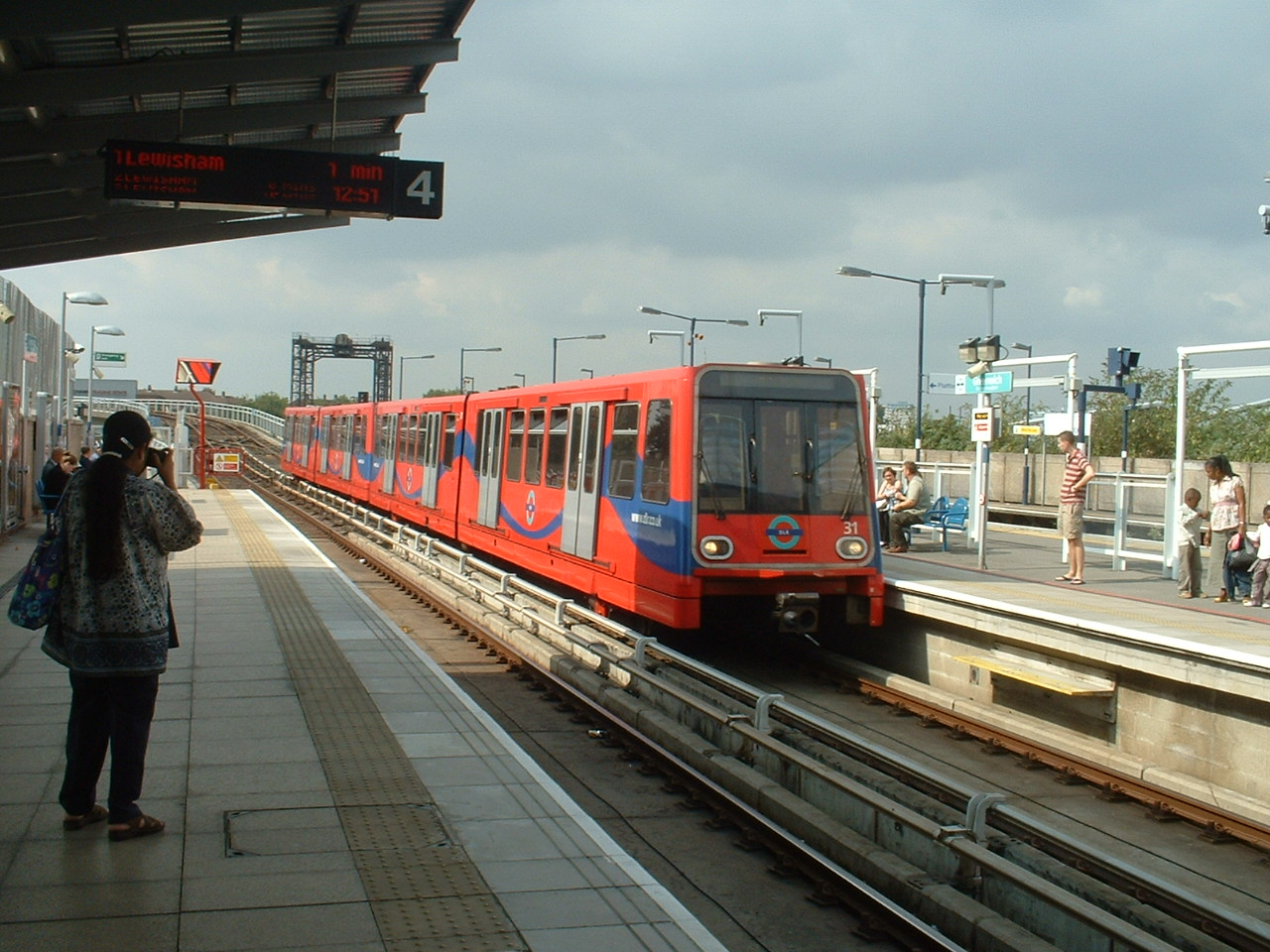
格林威治站站景，由南行月台觀看，可見一列北行列車準備靠站

輕鐵通車初期，路維森市議會曾委託顧問公司研究將輕鐵穿越泰晤士河河底南延的可行性，研究結果使該局其後積極爭取興建通往格林尼治、迭福及路維森的支綫；而輕鐵營辦商亦建議將輕鐵系統再行伸延，通往倫敦城市機場等地，此等計劃更獲當時的副首相彭仕國等英國國會成員支持。路維森支綫其後率先在1996年動工。
路維森延綫歷經三年建造，終在1999年12月3日通車。此延綫落成不久，瞬即為輕鐵公司帶來豐厚盈利。

### 千禧年代
得益於倫敦市長利文斯通在2004年10月12日宣布開展的五年公共交通服務提升投資計劃，碼頭區輕鐵得以在隨後數年繼續拓展其網絡。服務倫敦城市機場的新支綫在2005年12月2日通車，該支綫從景寧鎮站分支而出，仿照從前東部諸郡及泰晤士交匯鐵路（該段鐵路後來歸入北倫敦綫的一部份，2006年廢棄）之定綫在皇家船塢之南面興築，止於英王佐治五世站，中途於倫敦城市機場等地設站。
上段所述的新支綫其後再遭延長，以隧道形式伸延至泰晤士河對岸的胡列治兵工廠站，與國鐵北根德本綫交匯。該支綫採用民間融資提案（Private Finance Initiative，PFI）形式募集資金，於2005年6月動工。是段支綫的隧道鑽挖工程早在2007年7月已告完成，但在2009年1月12日方由擊敗利文斯通出任市長的約翰遜主持揭幕儀式。
除增闢支綫外，有關方面亦積極改善現有設施。塔門廊站在2008年起暫停使用，以便進行改建工程，竣工後該站原有的島式月台遭西班牙式月台佈局取代。。

### 近期拓展

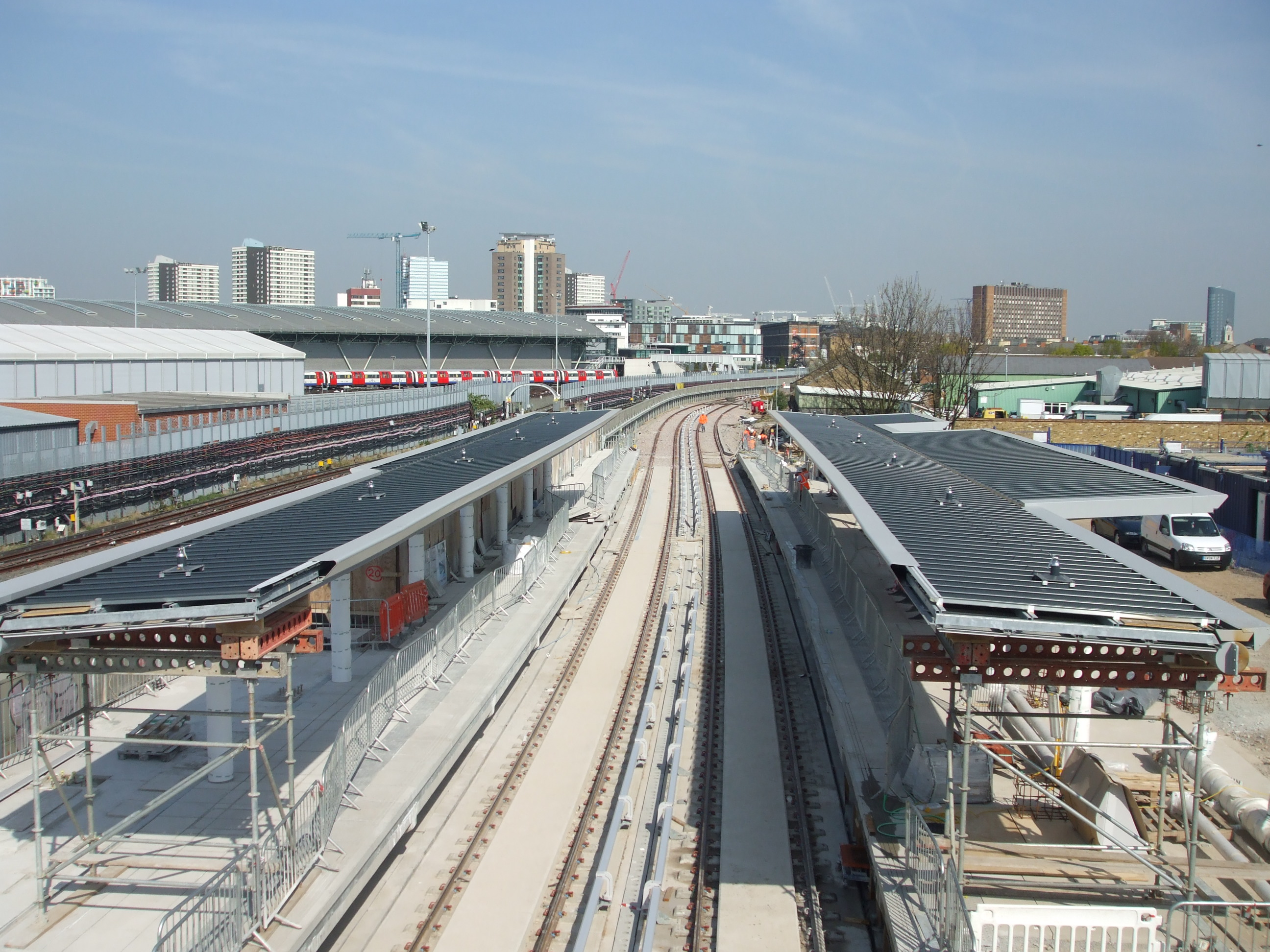
施工期間的輕鐵修院路站（2010年4月）

倫敦於2005年成功申辦2012年夏季奧林匹克運動會，選址斯特拉特福德一帶興建奧運主場館，加上英國政府展開「泰晤士門廊」計劃，大力推動碼頭區東部至泰晤士河入海口的沿河地帶之發展，碼頭區輕鐵系統亦配合此兩契機而繼續提升服務。
輕鐵公司為應付奧運會帶來的交通需求，於2006年斥資購置31卡新車廂，並逐步將列車由原先的2卡一列改為4卡編成。由於碼頭區輕鐵系統的設計是以單卡列車為依歸，故此在提升車卡數量的同時，當局須加長部份不能容納4卡車的舊有月台，並鞏固沿途的高架橋樑以增強其承載能力。不過，艾佛遜路站、嘉良濱站、皇家阿伯特站和卡提撒克站基於種種原因而無法擴建，須保留原有的兩卡長月台，並實施「選擇性車門操作」安排。原有的南塢站由於接鄰急彎而未能原址延長月台，須於其東面二百米處另建新站取而代之；麥塞特站和塔門廊站的月台亦遭增建或改建。
有關方面亦沿景寧鎮至斯特拉特福德站的一段國鐵東倫敦綫棄用路軌（2006年停用）闢建輕鐵支綫（下稱「斯特拉特福德國際支綫」），連貫斯特拉特福德國際車站，使輕鐵系統接連通往英法海峽隧道的1號高速鐵路（High Speed 1），同時作為迎接倫敦奧運會的交通改善措施之一。建造斯特拉特福德國際支綫的首份工程合約於2007年1月10日批出，並在同年年中動工，最終在2011年8月31日通車。新支綫在景寧鎮與斯特拉特福德之間與地鐵銀禧綫並行，但在銀禧綫向來設有的斯特拉特福德、西漢姆和景寧鎮站以外，輕鐵支綫另設斯特拉特福德高街站、修院路和星里三站，更妥善照顧沿途社區的需求。
2014年由於伊麗莎白線的隧道入口之一位於布丁磨坊巷站的原址上，因此輕鐵進行改道，布丁磨坊巷站也進行搬遷，同時該路段的單線鐵路也藉此機會提升為複線鐵路。

## 網絡
碼頭區輕鐵現時擁有共40公里長的網絡，設有6條分支，分別前往南部的路維森（Lewisham）、北部的斯特拉特福（Stratford）及斯特拉特福德國際車站（Stratford International）、東部的柏敦（Beckton）及伍力奇阿仙奴（Woolwich Arsenal），以及西面倫敦市中心的銀行（Bank）和塔門廊（Tower Gateway）車站。
雖然上述網絡設計容許多條行車綫運作，但目前輕鐵在正常情況下只營運以下各條行車綫：
- 斯特拉特福↔路維森【只在星期一至五上午繁忙時間提供服務】
- 斯特拉特福↔金絲雀碼頭（Canary Wharf）
- 銀行↔路維森
- 銀行↔伍力奇阿仙奴
- 塔門廊↔柏敦
- 斯特拉特福德國際車站↔伍力奇阿仙奴【只在平日繁忙時間提供服務】

如遇倫敦展覽中心（ExCeL）舉行大型展覽，另可安排額外穿梭列車，提供往返景寧鎮（Canning Town）及攝政王（Prince Regent）之服務疏導乘客。

### 車站
參看：碼頭區輕便鐵路車站列表

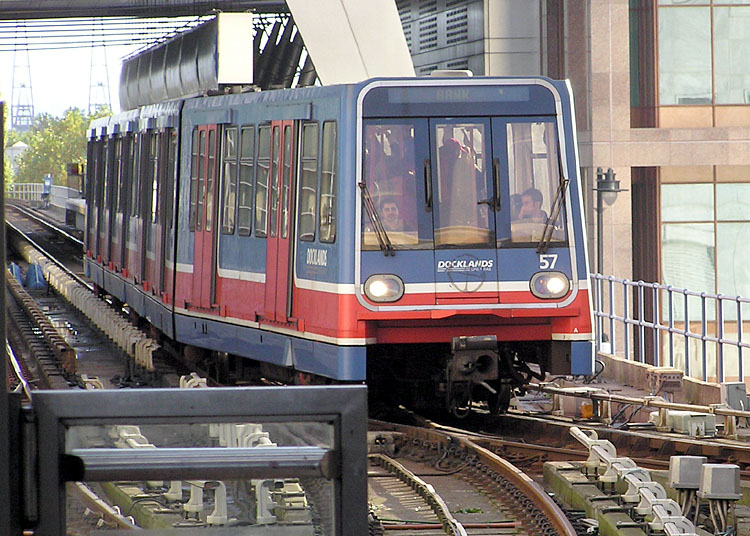
一列DLR列車進入金絲雀碼頭站

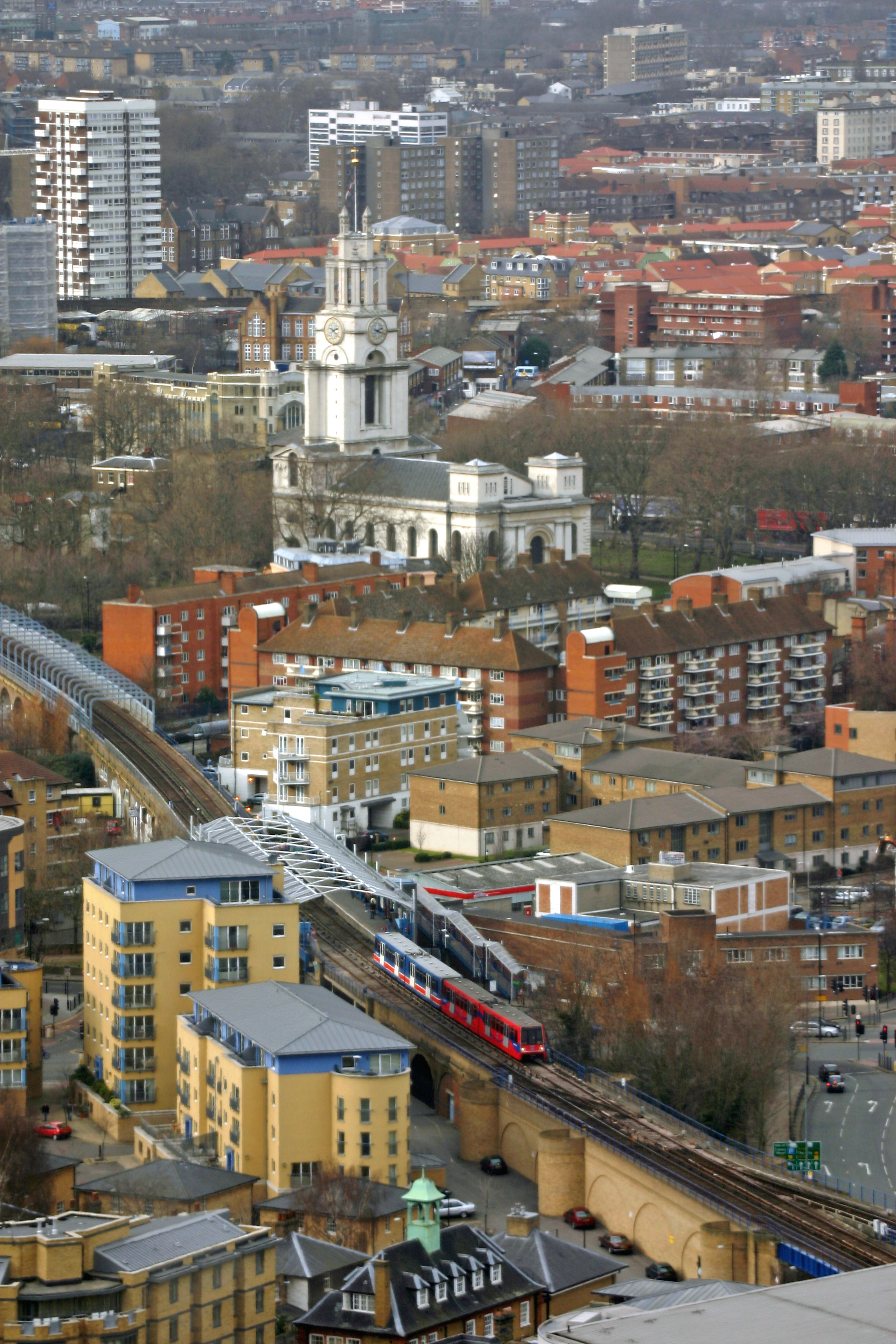
列車離開西碼頭站

碼頭區輕鐵大部份車站皆為架空車站，亦有部份建於路面層或地底者。月台與路面多以樓梯及升降機連結，僅部份車站設有扶手電梯。大部分車站沿用早期系統通車時所採納的標準設計，雖然其後月台設計曾延長及改善，但仍萬變不離其宗。除地底車站（銀行、島園、卡提撒克及伍力奇阿仙奴站）因安全理由而須安排職員當值，以及使用量較高的轉綫站及倫敦城市機場站（設有售票處方便旅客）外，其餘各站皆無站務員當值。
輕鐵系統規劃之初已顧全所有乘客之需要，整個系統設計皆便利輪椅乘客出入乘車，是英國首個無障礙鐵路系統。車站月台與車廂地台之高度對應，便於使用輪椅及嬰兒車的乘客上落列車。

### 票務系統
碼頭區輕鐵採用與倫敦地鐵統一的收費區系統，其收費區劃分與收費標準與後者一致。蠔卡及交通卡（Travelcard）皆可在輕鐵系統使用，另亦設有只適用於乘搭輕鐵的「Rover」日票及季票，以及適用於乘搭輕鐵及「City Cruises」遊河船的「Rail and River Rover」日票。
輕鐵採用開放式月台制度，大部分車站不設閘機，乘客只須於設於月台入口的自動售票機購票，或將蠔卡在月台的確認器拍卡確認出站、入站即可，與香港的輕鐵類同。為杜絕乘客逃票，在列車車廂當值的客運助理（PSA）會作抽查，乘客若未持有有效的車票，或沒有在上車前確認蠔卡，可被罰款80英鎊甚至監禁。不過，由於銀行、景寧鎮、斯特拉特福、韋斯咸及伍力奇阿仙奴等與地鐵和英國國鐵交匯的車站之月台處於後兩者的已入閘範圍內，故輕鐵乘客進出該等車站須通過閘機。

### 營運表現
碼頭區輕鐵投入服務首年載客共1700萬人次，至2009年已達6400萬，2011年更進一步升至8000萬。
碼頭區輕鐵營運首數年事故頻仍，以不可靠著稱，但歷經多年演進，現時輕鐵已廣受大眾認同，2008年的一次調查結果顯示，輕鐵所服務的北伍力奇地區有87%居民支持輕鐵系統。
碼頭區輕鐵系統近年之成功，令各地皆有興建輕鐵計劃之議，如倫敦西部的倫敦西部及北部輕鐵計劃等。不過，碼頭區輕鐵被指在規劃期間低估實際需求，致令系統未能應付後來急速上升的客量。

### 訊號系統
在訊號系統方面，碼頭區輕鐵通車初期使用由英國通用電氣公司（GEC）提供之固定閉塞技術。1994年，碼頭區輕鐵引入由阿爾卡特（Alcatel）研發的「SelTrac」移動閉塞信號系統，該系統以連接每列列車的車載控制器以及白楊站控制中心的引導環（induction loop）纜綫傳送訊息，倘列車與控制中心失去聯絡，列車當即停止運行，直至後者准許其再度開行為止；而若整個訊號系統失靈，列車可以以手動操作模式運作，限速20km/h。
SelTrac為世界各地不少捷運系統所採用，如港鐵屯馬綫、溫哥華架空列車、士嘉堡輕鐵等，倫敦地鐵的北綫和銀禧綫近年也開始採用此技術。

## 輕鐵車輛
碼頭區輕鐵使用高地台的電聯車組營運，以兩至三卡為一列，每卡左右兩邊均各設四道車門。由於碼頭區輕鐵採用無人駕駛技術，因此不設駕駛廂，原留作駕駛廂的空間留作供乘客觀望沿途景色；話雖如此，車上亦有控制桿藏於車廂兩端的夾板後，平日夾板鎖上，有需要時車上當值的客運助理可使用控制桿控制車輛。DLR列車的時速最高達到每小時80公里。
碼頭區輕鐵之車廂以德國路面有軌電車列車作設計藍本，但採用高地台設計，並可自動運作並且以第三軌供電，與後者大相逕庭。各輛列車雖外觀統一，但實為不同車型。現時在輕鐵系統上使用的B2007型車輛乃在2005年訂製自龐巴迪公司，並在2007年至2010年間陸續投入服務。
輕鐵系統共設兩個車廠，分別位於白楊站（Poplar）及柏敦站附近，供存放及維修輕鐵車輛。

## 營運管理
碼頭區輕鐵的基建設備由「碼頭區輕便鐵路有限公司」（Dockland Light Railway Ltd.，簡稱「輕鐵公司」）擁有。輕鐵公司係倫敦交通局轄下倫敦鐵路部門的一部份，該部門除碼頭區輕鐵外，同時管理倫敦地上鐵和倫敦南部的電車連線系統。
輕鐵系統於1997年以前是倫敦區域運輸局（London Regional Transport）的全資附屬機構，該局在2000年重組為現時的倫敦交通局；其後當局於1997年開始外判輕鐵系統的經營權，信佳集團於當年4月接掌輕鐵的日常運作。信佳的經營權經多次延長，至2014年9月告終。
自2014年12月7日起，輕鐵系統的經營權由法資運輸企業Keolis和英國本地基建支援服務商Amey plc合組的聯營公司「KeolisAmey Docklands Ltd.」持有，兩者分別佔聯營公司的七成和三成股權。

## 未來計畫
碼頭區輕鐵正在計畫延伸至泰晤士米德地區，該計畫於2019年由倫敦交通局正式提出，將新增2座車站以服務至今仍沒有鐵路路線經過的泰晤士米德地區。2023年6月倫敦交通局向英國政府提交了詳細計畫，碼頭區輕鐵延伸至泰晤士米德的項目可能耗資7億至12億英鎊，並在2030年代完成。

## 參看條目
- 碼頭區輕便鐵路車站列表
- 倫敦地鐵
- 倫敦地上鐵
- 阿联酋航空空中缆车
- 倫敦交通局 (overview)

## 外部連結
- 碼頭區輕便鐵路官方網頁 （页面存档备份，存于）
- 倫敦交通局網頁－倫敦地鐵圖 (包括DLR路線) （页面存档备份，存于）